# 刈間文俊
刈間 文俊（かりま ふみとし、1952年5月15日 - ）は、日本の中国文学者。東京大学名誉教授。専門は中国現代文学、中国映画。東京都出身。

## 略歴
麻布高校卒業。1977年、東京大学文学部中国文学専修卒業。1983年、同大学院博士課程中退、東京大学助手（文学部中国文学研究室勤務）に着任する。1984年、駒澤大学助教授（外国語部中国語教室）を経て、1987年、東京大学教養学部講師。1992年、同学部助教授。1996年、本学大学院総合文化研究科教授。2013年、江蘇友誼奨を受賞。
2018年、定年退任、名誉教授。

## 人物
- 中国映画の専門家として国際的にも知られた人物である[2]。
- 1989年8月29日より、東京・池袋サンシャイン劇場にて開催された「胡金銓電影祭」のパンフレットに寄稿した[要出典]。

## 著作

### 共編著
- 『上海キネマポート 甦る中国映画』佐藤忠男共著 凱風社 1985年12月 シバシン文庫
- 『立ちあがる中国知識人 方励之と民主化の声』代田智明共編 凱風社 1989年
- 『血の日曜日 衝撃の中国 燃え上がった民主化闘争』代田智明共編 凱風社 1989年

### 翻訳
- 『火種 中国知識人の良心の声 現代中国文芸アンソロジー』ジェレミー・バーメー、ジョン・ミンフォード編 白井啓介・白水紀子・代田智明共編訳 凱風社 1989
- 『私の紅衛兵時代 ある映画監督の青春』陳凱歌 1990 講談社現代新書

### 字幕監修
- 『阿Q正伝』- 岑範監督作品（1982年11月20日公開）
- 『黄色い大地』- チェン・カイコー監督作品（1986年7月11日公開）
- 『盗馬賊』- 田壮壮監督作品（1987年11月21日公開）
- 『大閲兵』- チェン・カイコー監督作品（1987年10月31日公開）
- 『子供たちの王様』- チェン・カイコー監督作品（1989年4月29日公開）
- 『完全版 SUNLESS DAYS ある香港映画人の“天安門”』- 舒琪（シュウ・ケイ）監督作品（1990年公開）
- 『双旗鎮刀客』- 何平（フー・ピン）監督作品（1992年5月23日公開）
- 『人生は琴の弦のように』- チェン・カイコー監督作品（1992年9月12日公開）
- 『北京好日』- 寧瀛（ニン・イン）監督作品。北京三部作の第1作。英題は"For FUN"（1993年12月18日公開）
- 『青い凧』- 田壮壮監督作品（1994年2月26日公開）
- 『哀戀花火』- 何平（フー・ピン）監督作品（1994年12月17日公開）
- 『王さんの憂鬱な秋』- 黄建新（ホアン・チェンシン）、楊亜洲（ヤン・ヤーチョウ）が共同で監督。（1995年11月25日公開）
- 『花の影』- チェン・カイコー監督作品（1996年12月21日公開）
- 『広場』- チャン・ユアン、段錦川（ドゥアン・ジンチャン）が共同で監督。（1997年5月31日公開）
- 『太陽の少年』- 姜文監督作品（1997年4月5日公開）
- 『鬼が来た!』- 姜文監督作品（2002年4月27日公開）
- 『始皇帝暗殺』- チェン・カイコー監督作品（1998年11月14日公開）